# Elisabeth Olin

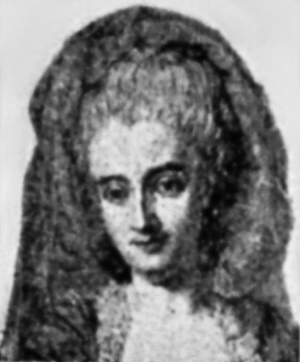
Elisabeth Olin

Elisabeth Olin (* 23. Dezember 1740 in Stockholm als Elisabeth Lillström; † 26. März 1828 ebenda) war eine schwedische Opernsängerin (Sopran). Sie war Mitglied der Königlich Schwedischen Musikakademie.

## Leben
Elisabeth Olin wurde 1740 als achtes Kind des armen Musikers Johan Lillström in Stockholm geboren. Im Jahr 1773 wurde sie als erste schwedische Sängerin auf Lebenszeit an die Königliche Oper in Stockholm berufen.